# Spirits Having Flown
Spirits Having Flown je patnácté studiové album skupiny Bee Gees. Vydáno bylo v únoru roku 1979 společností RSO Records. Nahráno bylo od března do listopadu 1978 v miamském studiu Criteria Studios a kromě členů Bee Gees se na jeho produkci podíleli Albhy Galuten a Karl Richardson. Album se umístilo na první příčce jak v americké (Billboard 200), tak i v britské (UK Albums Chart) hitparádě. Stejného úspěchu se mu dostalo i v dalších zemích. V několika zemích se stalo platinovou deskou.

## Seznam skladeb
1. „Tragedy“ – 5:03
2. „Too Much Heaven“ – 4:55
3. „Love You Inside Out“ – 4:11
4. „Reaching Out“ – 4:05
5. „Spirits (Having Flown)“ – 5:19
6. „Search, Find“ – 4:13
7. „Stop (Think Again)“ – 6:40
8. „Living Together“ – 4:21
9. „I'm Satisfied“ – 3:55
10. „Until“ – 2:27

## Obsazení
- Barry Gibb – zpěv, kytara
- Robin Gibb – zpěv
- Maurice Gibb – baskytara, doprovodné vokály
- Alan Kendall – zpěv
- Blue Weaver – syntezátor, klavír, klávesy, vibrafon
- Dennis Bryon – bicí
- Neal Bonsanti – lesní roh
- Gary Brown – saxofon
- Harold Cowart – baskytara
- Ken Faulk – rohy
- Albhy Galuten – syntezátor, baskytara
- Peter Graves – rohy
- Joe Lala – perkuse, konga
- Lee Loughnane – rohy
- Herbie Mann – flétna
- James Pankow – rohy
- Walter Parazaider – rohy
- Bill Purse – rohy
- Whit Sidener – rohy
- George Terry – kytara
- Stan Webb – rohy
- Daniel Ben Zubulon – perkuse, konga